# Stockebosjön
Stockebosjön är en sjö i Uddevalla kommun i Bohuslän och ingår i Bäveåns huvudavrinningsområde. Sjön har en area på 0,0573 kvadratkilometer och ligger 77 meter över havet.

## Delavrinningsområde
Stockebosjön ingår i det delavrinningsområde (646412-127964) som SMHI kallar för Inloppet i Öresjö. Medelhöjden är 121 meter över havet och ytan är 22,52 kvadratkilometer. Det finns inga avrinningsområden uppströms utan avrinningsområdet är högsta punkten. Avrinningsområdets utflöde Bäveån (Risån) mynnar i havet. Avrinningsområdet består mestadels av skog (79 %). Avrinningsområdet har 1,41 kvadratkilometer vattenytor vilket ger det en sjöprocent på 6,3 %.